# RMS Baltic

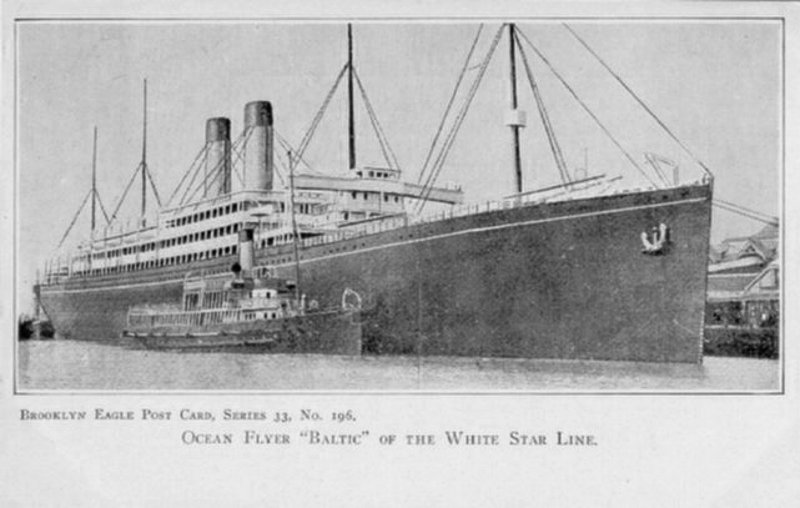
RMS Baltic

RMS Baltic a fost o navă de linie al companiei White Star Line, care a navigat între anii 1904 și 1933. A fost cea mai mare navă din lume până în 1905, cu o greutate de 23,876 tone brute. RMS Baltic a fost al treilea vas dintr-un ,,cvartet" de nave cu o greutate de peste 20 000 de tone, celelalte fiind RMS Celtic, RMS Cedric și RMS Adriatic. 
A fost lansată la apă la 21 noiembrie 1903 de către Harland și Wolf la Belfast, și a plecat de la Liverpool spre New York, cu căpitanul Edward Smith la comandă.
La data de 23 ianuarie 1909, a salvat supraviețuitorii unei coliziuni în ceață dintre RMS Republic și SS Florida în largul coastei de nord-est a SUA.
Pe data de 14 aprilie 1912, Baltic a trimis un mesaj de avertizare vasului RMS Titanic, sfat neascultat de căpitanul de pe Titanic:
Vaporul grec Athenia raportează aisberguri întâlnite în cantități mari de gheață la 41 ° 51' latitudine N și 49 ° 52' longitudine V. Vă doresc vouă și Titanicului mult succes. Căpitanul.